# Mörk bäcklöpare
Mörk bäcklöpare (Velia saulii) är en insektsart som beskrevs av Tamanini 1947. Mörk bäcklöpare ingår i släktet Velia, och familjen vattenlöpare. Enligt den svenska rödlistan är arten sårbar i Sverige. Arten förekommer på Gotland. Artens livsmiljö är våtmarker, sjöar och vattendrag, stadsmiljö.